# Śląsk Wrocław
Śląsk Wrocław je poljski prvoligaški nogometni klub s sedežem v Vroclavu. Ustanovili so ga leta 1947.

## Dosežki
- Državni prvak: (2)

1976/77, 2011/12,
- Superpokal: (2)

1987, 2012
- Pokalni zmagovalec: (2)

1975/76, 1986/87